# Темнохвойный лес

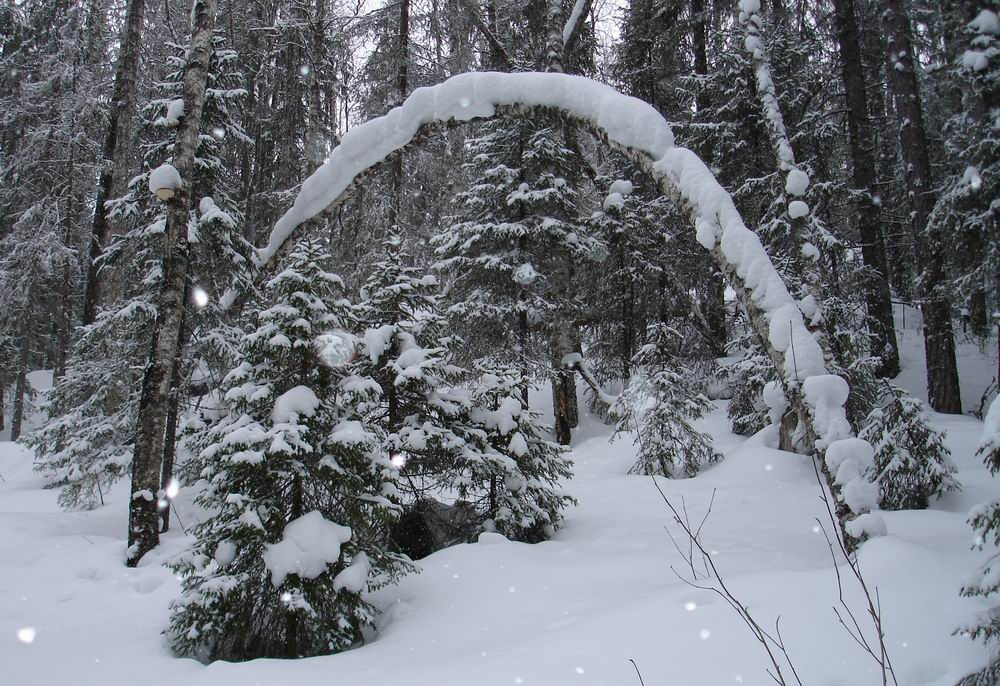
Хвойный лес зимой.

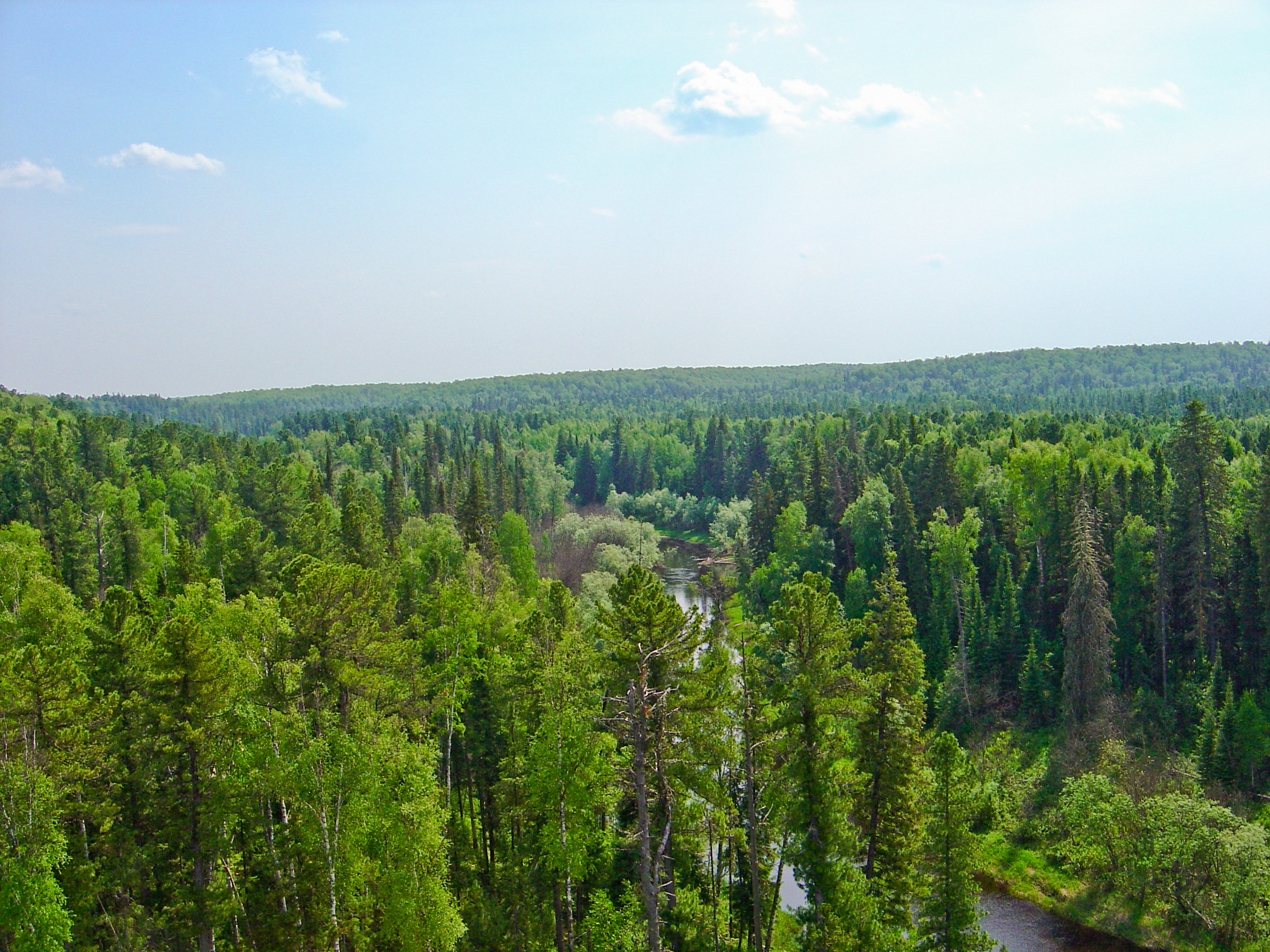
Темнохвойная тайга. Юганский заповедник

Темнохво́йный лес — лес, в котором преобладают теневыносливые хвойные деревья: ель, пихта и другие.
После лесного пожара гарь обыкновенно сперва зарастает более светолюбивыми деревьями: мелколиственными породами (осина, берёза), сосной или лиственницей. Деревья темнохвойных пород сначала образуют ярус подроста в мелколиственных лесах; подрастая, они образуют достаточно плотный второй ярус. После отмирания осин и берёз темнохвойные деревья нижних ярусов становятся основными породами леса.
В отсутствие пожаров сибирский сосновый лес также может постепенно замениться кедровым.
Темнохвойный лес, произрастающий в Западной и Средней Сибири вдоль рек, называется урман.